# Vietnamees wrattenzwijn
Het Vietnamees wrattenzwijn (Sus bucculentus) is een evenhoevige uit de familie van de varkens (Suidae). Hij komt voor in Laos en Vietnam. Van de soort is weinig bekend en ze werd lange tijd als  uitgestorven beschouwd tot er in 1995 een schedel van een recent gedood dier aangetroffen werd.
Sus bucculentus werd in 1892 beschreven aan de hand van twee gevonden schedels vermoedelijk aangetroffen in de buurt van  Ho Chi Minhstad in het dal van de Đồng Nai.
Een andere niet volledige schedel van een juveniel mannetje, gevonden in Ban Ni Giang in het Annamitisch Gebergte in Laos, ten oosten van de rivier de Mekong (18°19'N, 104°44'E), is ook beschreven.
Analyse van de mitochondriaal DNA-data (Robins et al. 2006) suggereert dat de licht gekleurde smalle varkens uit het Annamitisch gebergte waarschijnlijk overeenstemmen met de Sus scrofa uit de omgeving van de Mekong (Galbreath 2007). De geldigheid van deze soort is daardoor in twijfel. Misschien is het een synoniem van Sus scrofa.